# Бардин, Джеймс
Джеймс Максвелл Бардин (англ. James Maxwell Bardeen; 9 мая 1939, Миннеаполис, Миннесота, США — 20 июня 2022, Сиэтл, штат Вашингтон, США) — американский физик-теоретик, работавший в областях общей теории относительности и космологии, профессор Вашингтонского университета, член Национальной академии наук США (2012).

## Биография
Джеймс Бардин родился 9 мая 1939 года в Миннеаполисе (штат Миннесота, США). Его отец — физик Джон Бардин (впоследствии лауреат двух Нобелевских премий, в 1956 и 1972 годах), мать — зоолог и школьная учительница Джейн Бардин, урождённая Максвелл. Семья несколько раз переезжала — сначала в Вашингтон, затем в Саммит (штат Нью-Джерси) и, наконец, в Эрбану (штат Иллинойс), где Джеймс окончил школу University Laboratory High School. После этого он обучался в Гарвардском университете в Кембридже (штат Массачусетс), который окончил в 1960 году, получив степень бакалавра искусств (A.B.).
Затем Бардин продолжил своё обучение в Калифорнийском технологическом институте в Пасадине (штат Калифорния), там же в 1965 году он получил докторскую степень (Ph.D.). Его научными руководителями были Ричард Фейнман и Уильям Фаулер, тема диссертации — «Стабильность и динамика сферически симметричных масс в общей теории относительности» (англ. Stability and dynamics of spherically symmetric masses in general relativity).
В 1965—1966 годах Бардин занимался исследовательской работой в Калифорнийском технологическом институте и в Калифорнийском университете в Беркли. В 1967—1972 годах он работал в Вашингтонском университете в Сиэтле — сначала ассистентом-профессором, а с 1970 года ассоциированным профессором факультета астрономии. В 1972—1976 годах Бардин работал в Йельском университете в Нью-Хейвене (штат Коннектикут) — сначала ассоциированным профессором, а с 1974 года полным профессором факультета физики и астрономии. В 1976 году он вернулся в Вашингтонский университет, где получил должность профессора на факультете физики. В этой должности он проработал до своего выхода на пенсию в 2006 году.

## Научные результаты
Джеймс Бардин является автором ряда важных работ, связанных с общей теорией относительности и космологией. Одна из наиболее известных работ Бардина, «Четыре закона механики чёрных дыр» (англ. The four laws of black hole mechanics), была написана в соавторстве со Стивеном Хокингом и Брэндоном Картером во время школы по физике 1972 года в Лез-Уше. Именем Джеймса Бардина названо полученное им точное решение уравнений Эйнштейна — «вакуум Бардина» (англ. Bardeen vacuum). Из статей по космологии хорошо известна публикация 1983 года «Спонтанное создание почти безразмерных пертурбаций плотности в инфляционной Вселенной» (англ. Spontaneous creation of almost scale-free density perturbations in an inflationary universe), написанная Бардином в соавторстве с Полом Стейнхардтом и Майклом Тёрнером. В этой статье показано, как субмикроскопические флуктуации плотности материи и энергии в ранней Вселенной могли привести к возникновению галактик, подобных тем, что астрономы наблюдают на небе.

## Награды, премии и почётные звания
- Действительный член (англ. Fellow) Американского физического общества (1996)[6]
- Член Национальной академии наук США (2012)[7]

## Некоторые публикации
- J. M. Bardeen, B. Carter, S. W. Hawking. The four laws of black hole mechanics, Communications in Mathematical Physics, 1973, v. 31, p. 161—170, doi:10.1007/BF01645742
- J. M. Bardeen. Gauge invariant cosmological perturbations, Physical Review, 1980, v. D22, No. 8, p. 1882—1905, doi:10.1103/PhysRevD.22.1882
- J. M. Bardeen, P. J. Steinhardt, M. S. Turner. Spontaneous creation of almost scale-free density perturbations in an inflationary universe, Physical Review, 1983, v. D28, No. 4, p. 679—693, doi:10.1103/PhysRevD.28.679
- J. M. Bardeen, J. R. Bond, N. Kaiser, A. S. Szalay. The statistics of peaks of Gaussian random fields, Astrophysical Journal, 1986, v. 304, p. 15—61, doi:10.1086/164143